# William Boyd (Schriftsteller)

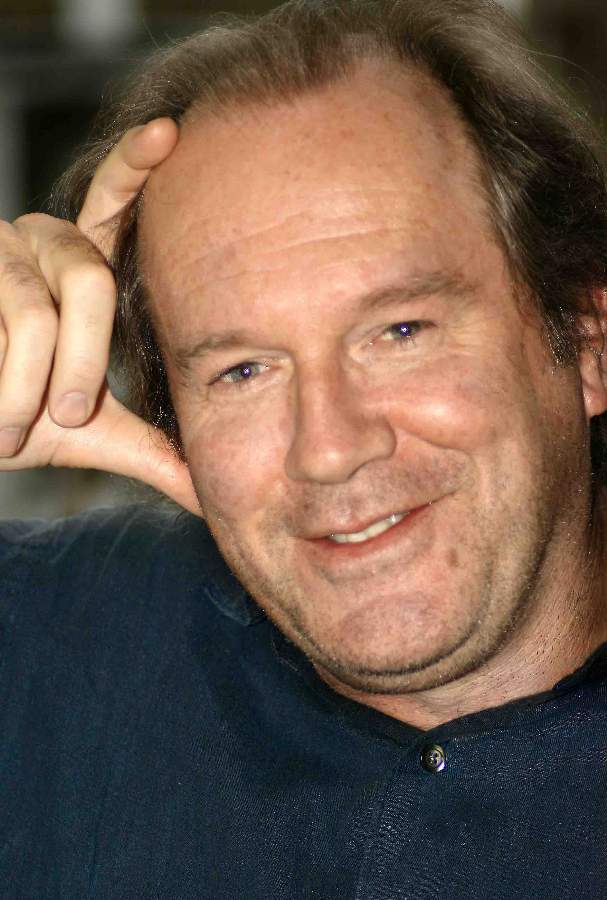
William Boyd (2009)

William Boyd, CBE (* 7. März 1952 in Accra, Ghana) ist ein schottischer Schriftsteller, Drehbuchautor und Regisseur.

## Leben und Werk
Der Sohn schottischer Eltern verbrachte seine frühe Kindheit in Ghana und ging im Alter von 9 bis 17 Jahren auf die Gordonstoun Privatschule in Moray/Schottland. Er verbrachte die Sommerferien regelmäßig in Afrika, unter anderem auch in Nigeria während des Biafrakrieges, der einen nachhaltigen Eindruck auf ihn machte, wie er Jahre später in einem Interview betonte. Im Anschluss studierte er Französisch in Nizza, Philosophie und Englisch an der Universität Glasgow und am Jesus College in Oxford, wo er mit einer Arbeit über Shelley promoviert wurde.
Von 1980 bis 1983 arbeitete er als Dozent für zeitgenössische Literatur am St.-Hilda-College in Oxford. In dieser Zeit veröffentlichte er seinen ersten Roman A Good Man in Africa (1981), für den er 1983 vom Granta Magazine und dem Book Marketing Council zu einem der 20 besten jungen britischen Erzähler gewählt wurde. Seither hat Boyd viele Romane, Erzählungen und Drehbücher für Film und Fernsehen geschrieben, von denen einige der früheren das Leben britischer Diplomaten in Afrika oder die Schulzeit an einer Boarding School, die späteren dann hauptsächlich die Frage nach Identität in der modernen Gesellschaft zum Thema haben.
2005 wurde Boyd zum Commander of the British Empire (CBE) ernannt.
Im September 2013 wurde der von Boyd verfasste offizielle James-Bond-Roman Solo bei Jonathan Cape, dem Verlag von Bond-Erfinder Ian Fleming, veröffentlicht.

### Privates
Er lebt mit seiner Frau Susan, einer Redakteurin der Zeitschrift Harper’s Bazaar, abwechselnd in London und im Bergerac, wo er sich auch als Winzer betätigt.

## Werke

### Romane, Erzählungen und Essays
- 1981 A Good Man in Africa
  - Unser Mann in Afrika
- 1981 On the Yankee Station and Other Stories
- 1982 An Ice-Cream War
  - Zum Nachtisch Krieg bzw. Der Eiskrem-Krieg bzw. Wie Schnee in der Sonne
- 1985 Stars and Bars
  - Stars und Bars
- 1985 School Ties (enthält die Drehbücher zu den beiden Fernsehfilmen Good and Bad at Games und Dutch Girls)
- 1987 The New Confessions
  - Die neuen Bekenntnisse, dt. von Friedrich Griese, Kampa Verlag, Zürich 2019. ISBN 978 3 311 10008 9.
- 1990 Brazzaville Beach
  - Brazzaville Beach, dt. von Gertraude Krueger, Kampa Verlag, Zürich 2019. ISBN 978 3 311 10006 5.
- 1993 The Blue Afternoon
  - Die blaue Stunde, dt. von Matthias Müller; Kampa Verlag, Zürich 2020. ISBN 978 3 311 10007 2
- 1995 The Destiny of Natalie X and Other Stories
  - Das Schicksal der Nathalie X, dt. von Chris Hirte; Berlin Verlag, Berlin 2007. ISBN 3-8270-0717-8
- 1998 Armadillo
  - Armadillo
- 1998 Nat Tate. An American Artist: 1928–1960
  - Nat Tate, dt. von Chris Hirte; Berlin Verlag, Berlin 2010. ISBN 978-3-8270-0962-3
- 2002 Any Human Heart
  - Eines Menschen Herz, dt. von Chris Hirte, Hanser, München 2005. ISBN 3-446-20565-9
- 2004 Fascination (Kurzgeschichten)
- 2005 Bamboo
  - Nach Hause fliegen, dt. von Matthias Fienbork, Köln: 5Plus 2012 (enthält vier von 131 Essays)
  - Bambus. Essays, dt. von Matthias Fienbork, Berlin Verlag, Berlin 2014. ISBN 978-3-8270-1215-9 (enthält 27 von 131 Essays inklusive der vier aus Nach Hause fliegen)
- 2006 Restless
  - Ruhelos, dt. von Chris Hirte, Berlin Verlag, Berlin 2007. ISBN 3-8270-0692-9
  - Ruhelos, dt. von Chris Hirte, Kampa Verlag, Zürich 2019. ISBN 978 3 311 10005 8.
- 2009 Ordinary Thunderstorms
  - Einfache Gewitter
- 2012 Waiting for Sunrise
  - Eine große Zeit, dt. von Patricia Klobusiczky; Berlin Verlag, Berlin 2012. ISBN 978-3-8270-1066-7
- 2013 Solo: A James Bond Novel
  - Solo: Ein James-Bond-Roman, dt. von Patricia Klobusiczky; Berlin Verlag, Berlin 2013. ISBN 978-3-8270-1158-9
- 2015 Sweet Caress
  - Die Fotografin, dt. von Patricia Klobusiczky und Ulrike Thiesmeyer; Berlin Verlag, Berlin 2015. ISBN 978-3-8270-1287-6
- 2017 The Dreams of Bethany Mellmoth (Erzählungen)
  - All die Wege, die wir nicht gegangen sind, dt. von Ulrike Thiesmeyer; Kampa Verlag, Zürich 2018. ISBN 978-3-311-21003-0 [Die englische Originalausgabe enthält neun Erzählungen, die deutschsprachige Ausgabe lediglich die titelgebende Erzählung.]
- 2018 Love is Blind
  - Blinde Liebe, dt. von Ulrike Thiesmeyer, Kampa Verlag, Zürich 2018, ISBN 978-3-311-10004-1
- 2020 Der Mann, der gerne Frauen küsste
  - Der Mann, der gerne Frauen küsste, dt. von Heinz Müller und Ulrike Thiesmeyer, Kampa Verlag, Zürich 2020, ISBN 978-3-311-10031-7 [Enthält 4 Erzählungen aus dem Band Fascination sowie 8 von 9 aus dem Band The Dreams of Bethany Mellmoth]
- 2020 Trio
  - Trio, dt. von Patricia Klobusiczky und Ulrike Thiesmeyer, Kampa Verlag, Zürich 2021, ISBN 978-3-311-10072-0
- 2022 The Romantic
  - Der Romantiker, dt. von Ulrike Thiesmeyer, Kampa Verlag, Zürich 2023, ISBN 978-3-311-70427-0
- 2024 Gabriel's Moon
  - Brennender Mond, dt. von Ulrike Thiesmeyer, Kampa Verlag, Zürich 2025, ISBN 978-3-311-10148-2

### Theaterstücke
- 2013 Longing (Adaption der Erzählungen Bei Bekannten und Mein Leben von Anton Tschechow – UA 28. Februar 2013, Hampstead Theatre, London; Regie: Nina Raine)
  - Ein neuer Sommer, dt. von Patricia Klobusiczky, Verlag Felix Bloch Erben

### Drehbücher
- 1983 Good and Bad at Games, Fernsehfilm, England (Regie: Jack Gold)
- 1985 Dutch Girls, Fernsehfilm, England (Regie: Giles Foster, mit Colin Firth)
- 1987 Scoop, Fernsehfilm, England, nach dem Roman von Evelyn Waugh (Regie: Gavin Millar, mit Denholm Elliott und Donald Pleasence)
- 1988 Stars and Bars, USA, nach seinem Roman (Regie: Pat O’Connor, mit Daniel Day-Lewis)
- 1990 Mister Johnson, USA 1990 (Regie: Bruce Beresford, mit Pierce Brosnan)
- 1990 Julia und ihre Liebhaber
- 1992 Chaplin
- 1994 A Good Man in Africa
- 1999 The Trench auf Deutsch Der Schützengraben Frankreich/England, Film über die Erste-Weltkriegs-Schlacht an der Somme; Boyd führte auch Regie (mit Daniel Craig)
- 2001 Sword of Honour
- 2001 Armadillo, dreiteilige Fernsehserie, England/USA, nach seinem Roman (Regie: Howard Davies, mit Stephen Rea und James Frain)
- 2005 Man to Man, Regie: Régis Wargnier
- 2005 A Waste of Shame: The Mystery of Shakespeare and His Sonnets, Fernsehfilm, England (Regie: John McKay, mit Rupert Graves)
- 2009 10 Minute Tales, 1 Folge der Serie
- 2010 Any Human Heart, vierteilige Fernsehserie, England, nach seinem Roman (Regie: Michael Samuels – dt. Any Human Heart – Eines Menschen Herz)
- 2012 Restless, zweiteilige Fernsehserie, England, nach seinem Roman (Regie: Edward Hall, mit Hayley Atwell und Charlotte Rampling – dt. Ruhelos)
- 2014 Patient 39, Kurzfilm
- 2016 The Dreams of Bethany Mellmoth, Fernsehkurzfilm
- 2020 Spy City, 1 Folge der zwölfteiligen Serie

### Regiearbeiten
- 1999 The Trench, Film, Frankreich/England

## Verfilmungen nach seinen Romanen
- 1988 Stars and Bars, USA (Regie: Pat O’Connor, mit Daniel Day-Lewis)
- 1994 A Good Man in Africa
- 2002 Armadillo, dreiteiliger Fernsehfilm, England/USA (Regie: Howard Davies, mit Stephen Rea und James Frain)
- 2010 Any Human Heart, vierteiliger Fernsehfilm, England (Regie: Michael Samuels, mit Jim Broadbent, Matthew Macfadyen und Hayley Atwell)
- 2012 Restless, zweiteilige Fernsehserie, England (Regie: Edward Hall, mit Hayley Atwell, Rufus Sewell, Michael Gambon, Charlotte Rampling)
- 2016 The Dreams of Bethany Mellmoth, Fernsehkurzfilm

## Auszeichnungen und Ehrungen
- 1981 Whitbread First Novel Award für A Good Man in Africa
- 1982 Somerset Maugham Award für A Good Man in Africa
- 1982 Mail on Sunday/John Llewellyn Rhys Prize für An Ice-Cream War
- 1983 Fellow of the Royal Society of Literature
- 1990 James Tait Black Memorial Prize für Brazzaville Beach
- 1991 McVitie's Prize for Scottish Writer of the Year für Brazzaville Beach
- 1993 Sunday Express Book of the Year Award und den Los Angeles Times Book Prize für The Blue Afternoon
- 1995 Los Angeles Times Book Prize (Fiction) für The Blue Afternoon
- 2004 International IMPAC Dublin Literary Award für Any Human Heart
- 2005 Commander of the British Empire
- 2006 Costa Book Award (früher Whitbread Award) in der Sparte ‚Roman‘ für Restless

## Der Schwindel um Nat Tate
1998 veröffentlichte Boyd die „Biografie“ Nat Tate. An American Artist: 1928–1960, die Gemälde und die tragische Lebensgeschichte des vermeintlich vergessenen New Yorker Expressionisten Nat Tate enthält, der allerdings nie existierte. Samt seinen Gemälden war er eine Erfindung Boyds. Zum Erscheinungstermin gab der eingeweihte David Bowie eine Party, auf der er Auszüge aus dem Buch vorlas. Eine ganze Reihe Prominenter meinte daraufhin, Tate gekannt zu haben. Die Enthüllung sorgte für einen Skandal.
Der Name Nat Tate ist von den Namen der beiden führenden britischen Kunstmuseen hergeleitet: der National Gallery und der Tate Gallery.
Die Geschichte um Nat Tate ist kein Einzelfall in Boyds Werk. Er schuf eine regelrechte „Trilogie der Fälschungen“:
- 1988 erschien mit dem Roman „Die neuen Bekenntnisse“ die fiktive Autobiographie des Filmregisseurs John James Todd, dessen Karriere noch in der Stummfilmzeit begann.
- 1998 folgte Nat Tate.
- Abschließend erfand Boyd das Tagebuch des fiktiven Schriftstellers Logan Gonzago Mountstuart (1906–1991), das neben Begegnungen mit Pablo Picasso und Virginia Woolf auch Verknüpfungen mit Nat Tate schafft. Boyd wertete es 2002 literarisch aus in „Eines Menschen Herz“.